# Clovia mundula
Clovia mundula är en insektsart som beskrevs av William Lucas Distant 1916. Clovia mundula ingår i släktet Clovia och familjen spottstritar. Inga underarter finns listade i Catalogue of Life.